# Trigonopterus daun
Trigonopterus daun (лат.) — вид жуков-долгоносиков рода Trigonopterus из подсемейства Cryptorhynchinae (Curculionidae). Встречается на индонезийском острове Сулавеси на территории провинция Центральный Сулавеси на склонах горы Дако на высоте 970—1200 м. Видовой эпитет происходит от индонезийского слова, обозначающего лист (индон. daun), так как образ жизни жука связан с листвой.

## Описание
Мелкие нелетающие жуки-долгоносики, длина 2,28—2,70 мм. Окраска усиков и ног коричневая; остальное чёрное. Тело субовальное, удлинённое; в дорсальном виде и в профиль со слабой перетяжкой между переднеспинкой и надкрыльями. Крылья отсутствуют. Рострум укороченный, в состоянии покоя не достигает середины средних тазиков. Надкрылья с 9 бороздками. Коготки лапок мелкие. В более ранних работах упоминался как «Trigonopterus sp. 1116».
Вид был впервые описан в 2021 году немецким колеоптерологом Александром Риделем (Alexander Riedel; Museum of Natural History Karlsruhe, Карлсруэ, Германия), совместно с энтомологом  Раден Прамеса Наракусумо (Raden Pramesa Narakusumo; Богорский зоологический музей, Bogor, Индонезия), осуществившими ревизию фауны жуков рода Trigonopterus на острове Сулавеси и соседних островах. Включён в состав видовой группы Trigonopterus tatorensis в которой близок к виду Trigonopterus acutus.